# Briggs Cunningham
Briggs Swift Cunningham II, född 19 januari 1907, död 2 juli 2003, var en amerikansk racerförare, stallägare och seglare.
Cunningham tillhörde den gamla sortens sportsmän, som med en rejäl familjeförmögenhet betalade sina företaganden. Han byggde och tävlade med sina egna sportvagnar, ägde en omfattande bilsamling och vann America’s Cup 1958.

## Bilsport

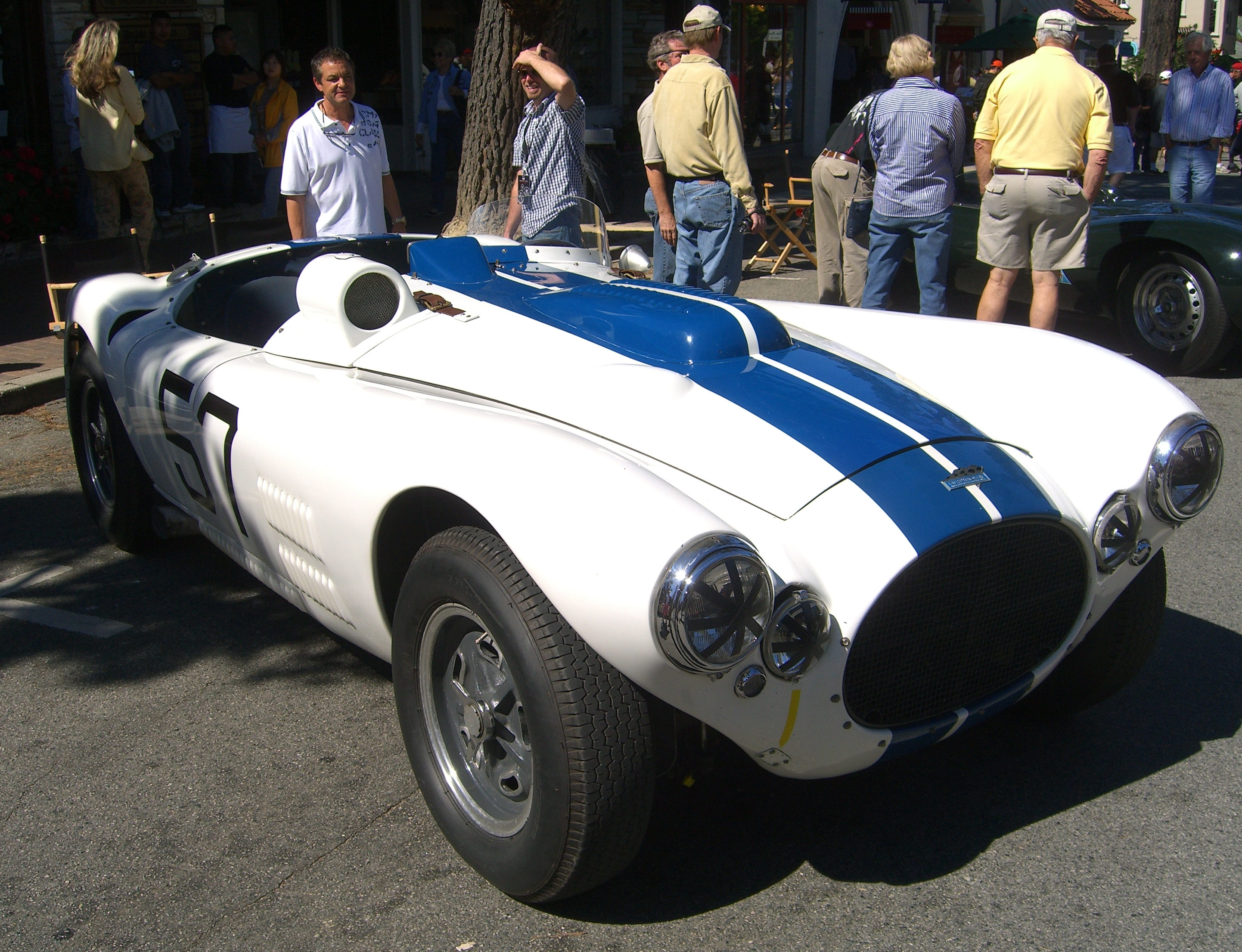
Cunningham C4R

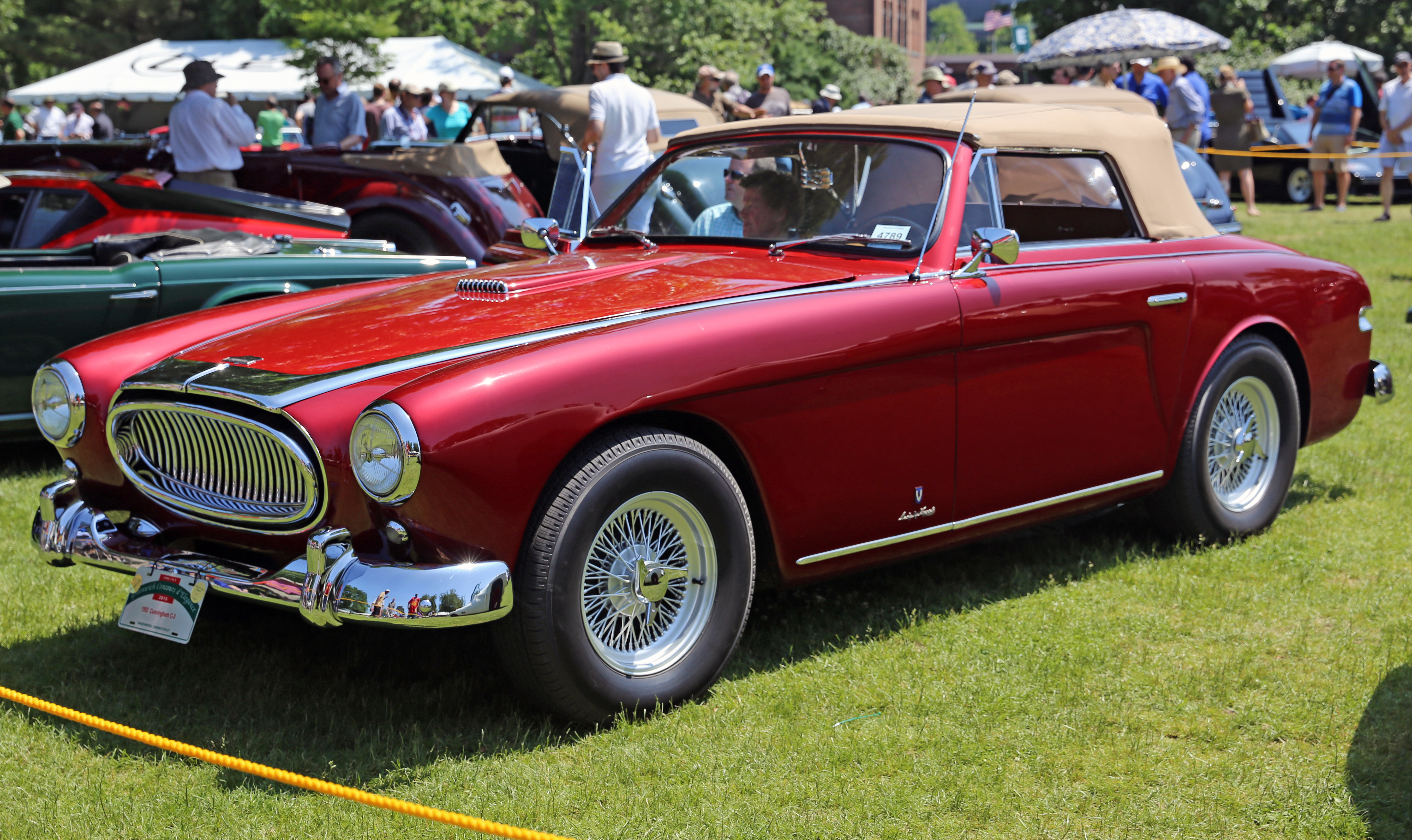
1953 Cunningham C3 Cabriolet

Briggs Cunningham började tävla i bilsport runt 1930, men karriären tog fart först i slutet av fyrtiotalet. Han ställde upp i Le Mans 24-timmars 1950 med två Cadillac-bilar, den ena näst intill i originalskick, den andra hade en mycket speciell tank-liknande kaross.
Cunninghams planer för en amerikansk vinst på Le Mans ledde till att han mellan 1951 och 1955 byggde sportvagnar under eget namn i företaget B.S. Cunningham Co i West Palm Beach, Florida. Bilarna hade hemi-motorer från Chrysler. Kunderna fanns främst bland andra av tidens amerikanska racerförare, men ett litet antal bilar registrerades för landsvägskörning. Dessa hette C3 och 25 byggdes (20 coupéer och 5 cabrioleter), alla med karosser av Vignale. Cunningham-bilarnas största framgång blev segern vid Sebring 12-timmars 1953. Stallet Cunningham Racing vann loppet även 1954 och 1955, men då med importerade bilar. Biltillverkningen inbringade aldrig några pengar och amerikanska skattemyndigheten bedömde det hela som en hobbyverksamhet.
Cunningham och hans stall fortsatte att tävla under resten av femtio- och sextiotalet, men nu med bilar som Jaguar, Ferrari och Maserati. Teamet tävlade främst i USA, men även på Le Mans. Förare som tävlat för Cunningham Racing inkluderar Dan Gurney, Stirling Moss, Jack Brabham, Bruce McLaren, Mike Hawthorn, Roger Penske och Walt Hansgen.
Cunningham drog sig tillbaka från racingen 1965 för att ägna sig åt sin bilsamling i Costa Mesa, Kalifornien. Han valdes in i International Motorsports Hall of Fame 2003.

## Segling

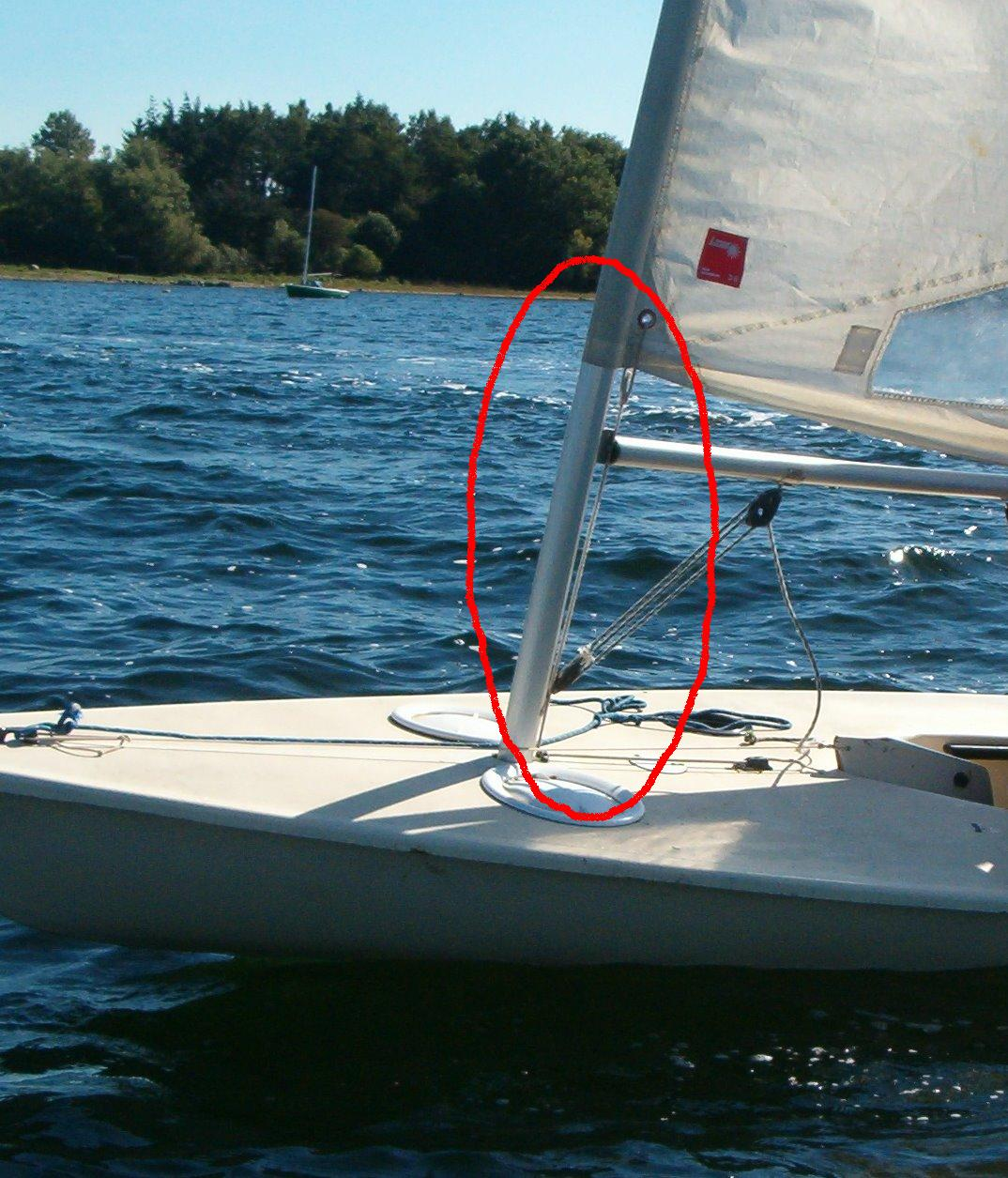
Cunningham (inringad)

Cunningham var även en skicklig seglare. Han blev involverad som finansiär i satsningen på Columbia inför America’s Cup 1958. När båtens skeppare Cornelius Shields drabbades av en hjärtinfarkt utsågs Cunningham till ny skipper. Satsningen slutade med seger för Columbia och hennes besättning.
Cunningham uppfann även den trimmöjlighet på segelbåtar som bär just namnet cunningham.